# Cupa Campionilor Europeni 1980-1981
Cupa Campionilor Europeni în sezonul 1980-1981 a fost câștigată de Liverpool, care a învins-o în finală pe formația Real Madrid.

## Runda preliminară
| Echipa 1         | Scor gen. | Echipa 2 | Tur | Retur |
| ---------------- | --------- | -------- | --- | ----- |
| Honvéd Budapesta | 11–0      | Valletta | 8–0 | 3–0   |

### Prima manșă
| Honvéd Budapesta                                                                   | 8–0     | Valletta |
| ---------------------------------------------------------------------------------- | ------- | -------- |
| Bodonyi 3' Garaba 4' Esterházy 25' Kocsis 43' (pen.) Dajka 54', 83' Varga 83', 90' | Detalii |          |

### A doua manșă
| Valletta | 0–3     | Honvéd Budapesta               |
| -------- | ------- | ------------------------------ |
|          | Detalii | Esterházy 16', 75' Bodonyi 21' |

Honvéd Budapesta s-a calificat cu scorul general de 11–0.

## Prima rundă
| Echipa 1       | Scor gen. | Echipa 2              | Tur | Retur |
| -------------- | --------- | --------------------- | --- | ----- |
| Aberdeen       | 1–0       | Austria Viena         | 1–0 | 0–0   |
| OPS            | 2–11      | Liverpool             | 1–1 | 1–10  |
| ȚSKA Sofia     | 2–0       | Nottingham Forest     | 1–0 | 1–0   |
| Trabzonspor    | 2–4       | Szombierki Bytom      | 2–1 | 0–3   |
| Olympiacos     | 2–7       | Bayern München        | 2–4 | 0–3   |
| Dinamo Tirana  | 0–3       | Ajax                  | 0–2 | 0–1   |
| ÍBV            | 1–2       | Baník Ostrava         | 1–1 | 0–1   |
| Dinamo Berlin  | 4–2       | APOEL                 | 3–0 | 1–2   |
| Jeunesse Esch  | 0–9       | Spartak Moscova       | 0–5 | 0–4   |
| Halmstad       | 2–3       | Esbjerg               | 0–0 | 2–3   |
| Limerick       | 2–7       | Real Madrid           | 1–2 | 1–5   |
| Sporting CP    | 0–3       | Honvéd Budapesta      | 0–2 | 0–1   |
| Linfield       | 0–3       | Nantes                | 0–1 | 0–2   |
| Internazionale | 3–1       | Universitatea Craiova | 2–0 | 1–1   |
| Club Brugge    | 1–5       | Basel                 | 0–1 | 1–4   |
| Viking         | 3–7       | Steaua Roșie Belgrad  | 2–3 | 1–4   |

### Prima manșă
| Aberdeen   | 1–0     | Austria Viena |
| ---------- | ------- | ------------- |
| McGhee 31' | Detalii |               |

| OPS            | 1–1     | Liverpool     |
| -------------- | ------- | ------------- |
| Puotiniemi 81' | Detalii | McDermott 15' |

| ȚSKA Sofia  | 1–0     | Nottingham Forest |
| ----------- | ------- | ----------------- |
| Yonchev 70' | Detalii |                   |

| Trabzonspor        | 2–1     | Szombierki Bytom |
| ------------------ | ------- | ---------------- |
| Ünal 36' Soyak 54' | Detalii | Wieczorek 87'    |

| Olympiacos               | 2–4     | Bayern München                             |
| ------------------------ | ------- | ------------------------------------------ |
| Galakos 26' Ahlström 82' | Detalii | Dremmler 22', 63' Rummenigge 57' Kraus 66' |

| Dinamo Tirana | 0–2     | Ajax             |
| ------------- | ------- | ---------------- |
|               | Detalii | Arnesen 69', 89' |

| ÍBV             | 1–1     | Baník Ostrava |
| --------------- | ------- | ------------- |
| Þorleifsson 28' | Detalii | Daněk 42'     |

| Dinamo Berlin                         | 3–0     | APOEL |
| ------------------------------------- | ------- | ----- |
| Terletzki 51' Trieloff 72' Schulz 87' | Detalii |       |

| Jeunesse Esch | 0–5     | Spartak Moscova                                     |
| ------------- | ------- | --------------------------------------------------- |
|               | Detalii | Gavrilov 1', 31', 68' Khidiyatullin 43' Yartsev 84' |

| Halmstad | 0–0     | Esbjerg |
| -------- | ------- | ------- |
|          | Detalii |         |

| Limerick    | 1–2     | Real Madrid                   |
| ----------- | ------- | ----------------------------- |
| Kennedy 51' | Detalii | Juanito 71' (pen.) Pineda 85' |

| Sporting CP | 0–2     | Honvéd Budapesta     |
| ----------- | ------- | -------------------- |
|             | Detalii | Bodonyi 50' Nagy 65' |

| Linfield | 0–1     | Nantes     |
| -------- | ------- | ---------- |
|          | Detalii | Amisse 37' |

| Internazionale           | 2–0     | Universitatea Craiova |
| ------------------------ | ------- | --------------------- |
| Altobelli 8' (pen.), 60' | Detalii |                       |

| Club Brugge | 0–1     | Basel       |
| ----------- | ------- | ----------- |
|             | Detalii | Maissen 65' |

| Viking                | 2–3     | Steaua Roșie Belgrad                      |
| --------------------- | ------- | ----------------------------------------- |
| Svendsen 30' Sæbø 50' | Detalii | Petrović 70' Brekke 77' (o.g.) Repčić 80' |

### A doua manșă
| Austria Viena | 0–0     | Aberdeen |
| ------------- | ------- | -------- |
|               | Detalii |          |

Aberdeen s-a calificat cu scorul general de 1–0.
| Liverpool                                                                                   | 10–1    | OPS           |
| ------------------------------------------------------------------------------------------- | ------- | ------------- |
| Souness 5', 24', 52' (pen.) McDermott 29', 41', 83' Lee 53' Kennedy 66' Fairclough 68', 81' | Detalii | Armstrong 47' |

Liverpool s-a calificat cu scorul general de 11–2.
| Nottingham Forest | 0–1     | ȚSKA Sofia  |
| ----------------- | ------- | ----------- |
|                   | Detalii | Kerimov 33' |

ȚSKA Sofia s-a calificat cu scorul general de 2–0.
| Szombierki Bytom                   | 3–0     | Trabzonspor |
| ---------------------------------- | ------- | ----------- |
| Byś 17' Ogaza 80' Sroka 89' (pen.) | Detalii |             |

Szombierki Bytom s-a calificat cu scorul general de 4–2.
| Bayern München                            | 3–0     | Olympiacos |
| ----------------------------------------- | ------- | ---------- |
| Hoeneß 2' Rummenigge 7' Janzon 68' (pen.) | Detalii |            |

Bayern München s-a calificat cu scorul general de 7–2.
| Ajax             | 1–0     | Dinamo Tirana |
| ---------------- | ------- | ------------- |
| Lerby 80' (pen.) | Detalii |               |

Ajax s-a calificat cu scorul general de 3–0.
| Baník Ostrava | 1–0     | ÍBV |
| ------------- | ------- | --- |
| Vojáček 31'   | Detalii |     |

Baník Ostrava s-a calificat cu scorul general de 2–1.
| APOEL                 | 2–1     | Dinamo Berlin |
| --------------------- | ------- | ------------- |
| Hailis 39' Petrou 48' | Detalii | Seier 86'     |

Dinamo Berlin s-a calificat cu scorul general de 4–2.
| Spartak Moscova                                        | 4–0     | Jeunesse Esch |
| ------------------------------------------------------ | ------- | ------------- |
| Pigat 15' (o.g.) Rodionov 24' Gavrilov 40' Yartsev 88' | Detalii |               |

Spartak Moscova s-a calificat cu scorul general de 9–0.
| Esbjerg                              | 3–2     | Halmstad                  |
| ------------------------------------ | ------- | ------------------------- |
| Iversen 9' Lauridsen 24' Nielsen 49' | Detalii | Johansson 31' Larsson 89' |

Esbjerg s-a calificat cu scorul general de 3–2.
| Real Madrid                                                     | 5–1     | Limerick    |
| --------------------------------------------------------------- | ------- | ----------- |
| Santillana 15', 31' de Los Santos 69' Cunningham 71' Pineda 83' | Detalii | Kennedy 43' |

Real Madrid s-a calificat cu scorul general de 7–2.
| Honvéd Budapesta | 1–0     | Sporting CP |
| ---------------- | ------- | ----------- |
| Dajka 38'        | Detalii |             |

Honvéd Budapesta s-a calificat cu scorul general de 3–0.
| Nantes                     | 2–0     | Linfield |
| -------------------------- | ------- | -------- |
| Rampillon 17' Trossero 60' | Detalii |          |

Nantes s-a calificat cu scorul general de 3–0.
| Universitatea Craiova | 1–1     | Internazionale |
| --------------------- | ------- | -------------- |
| Beldeanu 18'          | Detalii | Muraro 8'      |

Internazionale s-a calificat cu scorul general de 3–1.
| Basel                                                      | 4–1     | Club Brugge  |
| ---------------------------------------------------------- | ------- | ------------ |
| Tanner 14' Stohler 48' (pen.) von Wartburg 55' Geisser 81' | Detalii | Ceulemans 4' |

Basel s-a calificat cu scorul general de 5–1.
| Steaua Roșie Belgrad                                      | 4–1     | Viking     |
| --------------------------------------------------------- | ------- | ---------- |
| B. Ǵurovski 21' Janjanin 24' Petrović 29' Stamenković 58' | Detalii | Brekke 58' |

Steaua Roșie Belgrad s-a calificat cu scorul general de 7–3.

## A doua rundă
| Echipa 1        | Scor gen. | Echipa 2             | Tur | Retur |
| --------------- | --------- | -------------------- | --- | ----- |
| Aberdeen        | 0–5       | Liverpool            | 0–1 | 0–4   |
| ȚSKA Sofia      | 5–0       | Szombierki Bytom     | 4–0 | 1–0   |
| Bayern München  | 6–3       | Ajax                 | 5–1 | 1–2   |
| Baník Ostrava   | 1–1 (a)   | Dinamo Berlin        | 0–0 | 1–1   |
| Spartak Moscova | 3–2       | Esbjerg              | 3–0 | 0–2   |
| Real Madrid     | 3–0       | Honvéd Budapesta     | 1–0 | 2–0   |
| Nantes          | 2–3       | Internazionale       | 1–2 | 1–1   |
| Basel           | 1–2       | Steaua Roșie Belgrad | 1–0 | 0–2   |

### Prima manșă
| Aberdeen | 0–1     | Liverpool    |
| -------- | ------- | ------------ |
|          | Detalii | McDermott 5' |

| ȚSKA Sofia                         | 4–0     | Szombierki Bytom |
| ---------------------------------- | ------- | ---------------- |
| Yonchev 22', 58', 60' Zdravkov 75' | Detalii |                  |

| Bayern München                                        | 5–1     | Ajax        |
| ----------------------------------------------------- | ------- | ----------- |
| Dürnberger 45' Rummenigge 51', 82' D. Hoeneß 80', 90' | Detalii | Arnesen 37' |

| Baník Ostrava | 0–0     | Dinamo Berlin |
| ------------- | ------- | ------------- |
|               | Detalii |               |

| Spartak Moscova                   | 3–0     | Esbjerg |
| --------------------------------- | ------- | ------- |
| Khidiyatullin 19', 70' Shavlo 39' | Detalii |         |

| Real Madrid    | 1–0     | Honvéd Budapesta |
| -------------- | ------- | ---------------- |
| Santillana 22' | Detalii |                  |

| Nantes         | 1–2     | Internazionale             |
| -------------- | ------- | -------------------------- |
| Rio 69' (pen.) | Detalii | Altobelli 12' Prohaska 85' |

| Basel        | 1–0     | Steaua Roșie Belgrad |
| ------------ | ------- | -------------------- |
| Lauscher 33' | Detalii |                      |

### A doua manșă
| Liverpool                                          | 4–0     | Aberdeen |
| -------------------------------------------------- | ------- | -------- |
| Miller 37' (o.g.) Neal 43' Dalglish 58' Hansen 71' | Detalii |          |

Liverpool s-a calificat cu scorul general de 5–0.
| Szombierki Bytom | 0–1     | ȚSKA Sofia    |
| ---------------- | ------- | ------------- |
|                  | Detalii | Dzhevizov 53' |

ȚSKA Sofia s-a calificat cu scorul general de 5–0.
| Ajax                         | 2–1     | Bayern München |
| ---------------------------- | ------- | -------------- |
| Wiggemansen 16' Rijkaard 18' | Detalii | Rummenigge 81' |

Bayern München s-a calificat cu scorul general de 6–3.
| Dinamo Berlin     | 1–1     | Baník Ostrava    |
| ----------------- | ------- | ---------------- |
| Troppa 58' (pen.) | Detalii | Knapp 33' (pen.) |

Baník Ostrava 1–1 Dinamo Berlin . Baník Ostrava s-a calificat cu scorul general de datorită golului marcat în deplasare.
| Esbjerg                   | 2–0     | Spartak Moscova |
| ------------------------- | ------- | --------------- |
| Lauridsen 47' Iversen 72' | Detalii |                 |

Spartak Moscova s-a calificat cu scorul general de 3–2.
| Honvéd Budapesta | 0–2     | Real Madrid                         |
| ---------------- | ------- | ----------------------------------- |
|                  | Detalii | Cunningham 26' García Hernández 82' |

Real Madrid s-a calificat cu scorul general de 3–0.
| Internazionale | 1–1     | Nantes     |
| -------------- | ------- | ---------- |
| Altobelli 29'  | Detalii | Amisse 75' |

Internazionale s-a calificat cu scorul general de 3–2.
| Steaua Roșie Belgrad   | 2–0     | Basel |
| ---------------------- | ------- | ----- |
| Repčić 6' Janjanin 18' | Detalii |       |

Steaua Roșie Belgrad s-a calificat cu scorul general de 2–1.

## Sferturi
| Echipa 1        | Scor gen. | Echipa 2             | Tur | Retur |
| --------------- | --------- | -------------------- | --- | ----- |
| Liverpool       | 6–1       | ȚSKA Sofia           | 5–1 | 1–0   |
| Bayern München  | 6–2       | Baník Ostrava        | 2–0 | 4–2   |
| Spartak Moscova | 0–2       | Real Madrid          | 0–0 | 0–2   |
| Internazionale  | 2–1       | Steaua Roșie Belgrad | 1–1 | 1–0   |

### Prima manșă
| Liverpool                                   | 5–1     | ȚSKA Sofia  |
| ------------------------------------------- | ------- | ----------- |
| Souness 16', 51', 80' Lee 45' McDermott 62' | Detalii | Yonchev 60' |

| Bayern München                 | 2–0     | Baník Ostrava |
| ------------------------------ | ------- | ------------- |
| Janzon 48' Breitner 89' (pen.) | Detalii |               |

| Spartak Moscova | 0–0     | Real Madrid |
| --------------- | ------- | ----------- |
|                 | Detalii |             |

| Internazionale | 1–1     | Steaua Roșie Belgrad |
| -------------- | ------- | -------------------- |
| Caso 44'       | Detalii | Repčić 75'           |

### A doua manșă
| ȚSKA Sofia | 0–1     | Liverpool   |
| ---------- | ------- | ----------- |
|            | Detalii | Johnson 10' |

Liverpool s-a calificat cu scorul general de 6–1.
| Baník Ostrava       | 2–4     | Bayern München                                  |
| ------------------- | ------- | ----------------------------------------------- |
| Němec 69' Lička 71' | Detalii | D. Hoeneß 8' Kraus 26' Röber 32' Dürnberger 38' |

Bayern München s-a calificat cu scorul general de 6–2.
| Real Madrid     | 2–0     | Spartak Moscova |
| --------------- | ------- | --------------- |
| Isidro 70', 80' | Detalii |                 |

Real Madrid s-a calificat cu scorul general de 2–0.
| Steaua Roșie Belgrad | 0–1     | Internazionale |
| -------------------- | ------- | -------------- |
|                      | Detalii | Muraro 13'     |

Internazionale s-a calificat cu scorul general de 2–1.

## Semifinale
| Echipa 1    | Scor gen. | Echipa 2       | Tur | Retur |
| ----------- | --------- | -------------- | --- | ----- |
| Liverpool   | 1–1 (a)   | Bayern München | 0–0 | 1–1   |
| Real Madrid | 2–1       | Internazionale | 2–0 | 0–1   |

### Prima manșă
| Liverpool | 0–0     | Bayern München |
| --------- | ------- | -------------- |
|           | Detalii |                |

| Real Madrid                | 2–0     | Internazionale |
| -------------------------- | ------- | -------------- |
| Santillana 29' Juanito 47' | Detalii |                |

### A doua manșă
| Bayern München | 1–1     | Liverpool   |
| -------------- | ------- | ----------- |
| Rummenigge 88' | Detalii | Kennedy 83' |

Liverpool 1–1 Bayern München . Liverpool s-a calificat cu scorul general de datorită golului marcat în deplasare.
| Internazionale | 1–0     | Real Madrid |
| -------------- | ------- | ----------- |
| Bini 57'       | Detalii |             |

Real Madrid s-a calificat cu scorul general de 2–1.

## Finala
| Liverpool        | 1–0                 | Real Madrid |
| ---------------- | ------------------- | ----------- |
| Alan Kennedy 82' | Detalii MatchCentre |             |

## Golgheteri
Golgheterii sezonului de Cupa Campionilor Europeni 1980–81 sunt:
| Loc | Nume                  | Echipă               | Goluri |
| --- | --------------------- | -------------------- | ------ |
| 1   | Terry McDermott       | Liverpool            | 6      |
| 1   | Karl-Heinz Rummenigge | Bayern München       | 6      |
| 1   | Graeme Souness        | Liverpool            | 6      |
| 4   | Tsvetan Yonchev       | ȚSKA Sofia           | 5      |
| 5   | Alessandro Altobelli  | Internazionale       | 4      |
| 5   | Yuri Gavrilov         | Spartak Moscova      | 4      |
| 5   | Dieter Hoeneß         | Bayern München       | 4      |
| 5   | Santillana            | Real Madrid          | 4      |
| 9   | Vagiz Khidiyatullin   | Spartak Moscova      | 3      |
| 9   | Srebrenko Repčić      | Steaua Roșie Belgrad | 3      |